# 말린 적

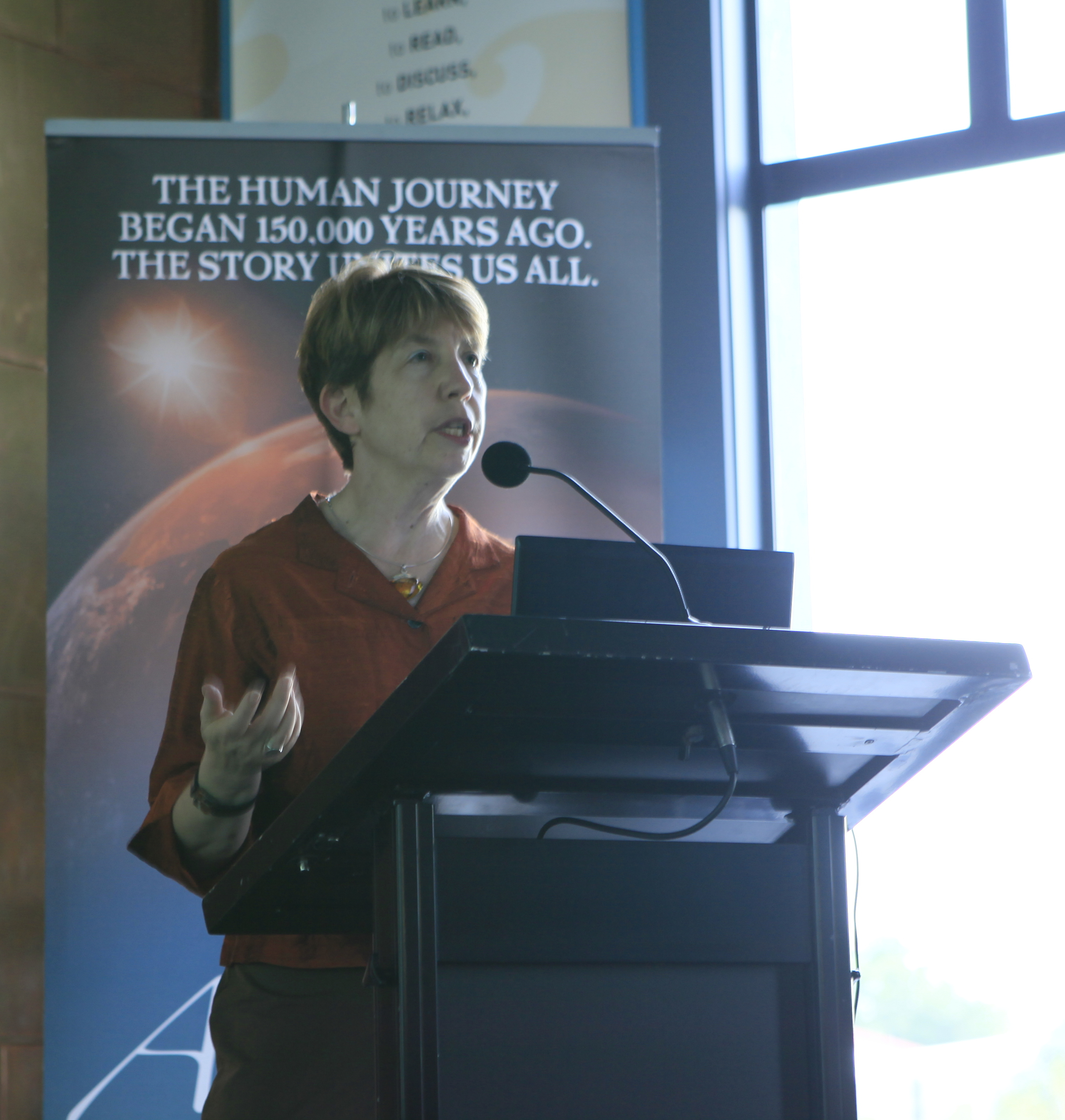

말린 적(Marlene Zuk , 1956년 5월 20일 ~)는 미국의 진화생물학자이며 행동생태학자이다. 그녀는 2012년 미네소타 대학교로 옮길 때까지 UCR(University of California, Riverside)에서 생물학 교수로 근무했다. 그녀의 중요한 연구에는 진화에 있어서 들귀뚜라미에 관한 성 선택과 기생충(기생파리)의 선택압력(선택압) 역할이 포함된다.

## 벙어리 귀뚜라미
일반적으로 귀뚜라미는 암컷 입장에서 노래를 잘하는 숫컷에 성 선택이 보다 중요한 요소로 작용하나 하와이의 들귀뚜라미는 1990년대에서 2003년을 전후하는 기간에 진화론적으로 인정받은 급속한 진화과정을 겪은바있는데 이러한 말린 적(Marlene Zuk)교수의 연구업적은 매우 중요한 의미를 보여준다. 한편 약14년간은 귀뚜라미 세대에서는 약20세대를 전후하는 것으로 알려져있다.

## 같이 보기
- 돌연변이
- 찰스 다윈